# Boris Komnenić
Boris Komnenić, serb. Борис Комненић (ur. 29 marca 1957 w Puli, zm. 6 marca 2021 w Belgradzie) – serbski aktor teatralny, filmowy i telewizyjny.
Urodził się i wychował w Puli w dawnej Jugosławii, obecnie miasto znajduje się na terenie Chorwacji. Ukończył studia na Wydziale Dramatycznym Akademii Sztuk W Belgradzie. Wystąpił w ponad sześćdziesięciu filmach od 1980 roku.
Zmarł 6 marca 2021 roku w Belgradzie w wieku 63 lat.

## Filmografia
- 1990: Lepsze życie 2 jako Aleksandar 'Sasa' Popadic
- 1992: Cholerna Ameryka
- 1995: Ludzie to wszystko złocą jako kapitan Tanasije Jelicic
- 2000: Dług od Baden – Baden jako Aleksandar Fiodorowicz Oto
- 2002: Kajdany jako ojciec Mimy
- 2002: Zespół T. T. jako magister
- 2003: Taksówkarz jako Magik
- 2003: 011 Belgrad jako Pero
- 2003: Spojrzenie pełne miłości jako Profa
- 2004: Kiedy dorosnę, zostanę kangurem jako doktor
- 2005: Uslovna sloboda jako uciekinier
- 2008: Miloš Branković jako profesor
- 2008: Bociany wrócą jako Rodoljub Svabic
- 2008: Miłość i inne zbrodnie jako Tihomir
- 2010: Montevideo, smak zwycięstwa jako Janko Safarik
- 2010: Widmo z Belgradu jako główny inspektor
- 2015: Otwarta klatka jako Luka
- 2016: Apophenia jako Marko Mazibrada